# 竹生村
竹生村（ちくぶむら）は、滋賀県東浅井郡にあった村。現在の長浜市の南西部、北陸本線・虎姫駅の西方、琵琶湖の沿岸および竹生島にあたる。

## 地理
- 湖沼：琵琶湖
- 島嶼：竹生島
- 河川：丁野木川、益田川

## 歴史
- 1889年（明治22年）4月1日 - 町村制の施行により、安養寺村・益田村・富田村・香花寺村・稲葉村・小観音寺村・弓削村・十九村・上八木村・下八木村・早崎村の区域をもって発足。
- 1956年（昭和31年）9月25日 - 大郷村と合併してびわ村が発足。同日竹生村廃止。